# Molophilus lanei
Molophilus lanei är en tvåvingeart som beskrevs av Alexander 1945. Molophilus lanei ingår i släktet Molophilus och familjen småharkrankar. Inga underarter finns listade i Catalogue of Life.